# Jo Jo White
Joseph Henry White, poznatiji kao Jo Jo White (St. Louis, Missouri, 16. studenog 1946. – Boston, 16. siječnja 2018.) bio je američki košarkaš i reprezentativac. Kako klupska legenda Boston Celticsa tijekom 10 godina karijere odigrao je rekordnih 488 uzastopnih utakmica na NBA parketima.
Tijekom dvanaestogodišnje NBA karijere postigao je 14.000 koševa, 4.000 asistencija i 3.000 skokova. Osvajač je zlatnog olimpijskog odličja iz Mexico Cityja 1968. i 2 NBA prvenstva. Sedam puta zaredom (1971. – 1977.) proglašavan je najboljim igračem All-Star utakmice, a 1976. proglašen je i najboljim igračem NBA završnice. Sveučilište u Kanzasu, za koje se natjecao na sveučilišnoj ligi, umirovilo je njegov broj 15. Isto su kasnije učinili i Boston Celticsi umirovivši njegovu desetku.
Nakon Celticsa, igrao je po jednu sezonu za Golden State Warriorse i Kansas City Kingse, u kojima je skončao karijeru. Godine 2015. uvršten je u Košarkašku Kuću slavnih.

## Vanjske poveznice
- www.jojowhite10.com Službene stranice